# Manuel Allende Riverós
Manuel Allende Riverós   (Departament de Salto, 8 de març de 1887 - Lloret de Mar, 10 d'agost de 1944) fou un comerciant i dirigent esportiu uruguaià.
Va ser president del Reial Club Deportiu Espanyol entre el 6 de juny de 1918 i el mes de juny de 1919. Creà la secció d'atletisme del RCD Espanyol l'any 1918 i formà part del Consell Superior de la Federació Atlètica Catalana.
A nivell professional fou un comerciant marítim que s'enriquí durant la Primera Guerra Mundial transportant queviures per l'oceà Atlàntic, gràcies a una flota de més de 70 vaixells. Va ser fundador del diari El Fígaro (Madrid, 1918-1920) i la revista literària Cosmópolis (1919-1922).
For premiat amb la Gran Creu al Mèrit Naval l'any 1919.